# 朝井秀樹
朝井 秀樹（あさい ひでき、1984年1月1日 - ）は、大阪府大阪市東住吉区出身の元プロ野球選手（投手、右投右打）・コーチ。現役時代には大阪近鉄バファローズ・東北楽天ゴールデンイーグルス・読売ジャイアンツ（巨人）に在籍。現役引退後の2015年には日本女子プロ野球・京都フローラの投手コーチを務めた。2016年から巨人の打撃投手を務め、巨人の球団職員を経て2022年に再び打撃投手に復帰したが、2024年からは一軍サブマネージャーとなっている。

## 経歴

### プロ入り前
幼稚園の頃から父親と野球（キャッチボール）を始め、小学3年時に地元の少年野球チームに入団した。中学時代にはボーイズリーグ「大阪平野富士」でプレー。入団当初は投手に背の高い上手な選手が在籍していたために捕手を務めたが、中学3年時には140㎞/hを計測し、ボーイズリーグの日本選抜ではエースとして世界一を経験する。
1999年にPL学園へ入学。2年生の夏、夏の甲子園に背番号10番の実質的なエースとして出場するが、3回戦で敗退。3年生では朝井がエース、3番・桜井広大、4番・今江敏晃として再び甲子園を目指していたが、同野球部の暴力事件が発覚したことで第83回全国高等学校野球選手権大会には出場が叶わなかった。
2001年のドラフト会議において、大阪近鉄バファローズから1巡目指名を受けた。12月5日に契約金8000万円、推定年俸720万円で仮契約を結んだ。背番号は36に決まった。

### 近鉄時代
近鉄入団後は二軍での育成が中心だった。プロ初登板は2003年9月24日の対オリックス・ブルーウェーブ戦（大阪ドーム）で、在籍3年間で5試合に登板した。2004年オフの球団合併による分配ドラフトで東北楽天ゴールデンイーグルスへ移籍。

### 楽天時代
2005年5月26日の対中日ドラゴンズ戦（ナゴヤドーム）でプロ初先発・初勝利（同試合で新人の一場靖弘がプロ初セーブを挙げた）を果たし、球団初の3連勝に貢献した。同年8月31日の対北海道日本ハムファイターズ戦（フルキャストスタジアム宮城）では155球を投げ抜いて初完投勝利を挙げ、この試合でプロ野球史上ワーストのチーム月間借金20（2勝22敗）を免れた。白星はこの2つに留まった。
2006年、開幕の先発ローテーション入りを果たした。しかし、3連敗を喫した5月末に二軍に降格。そのまま再昇格することなくシーズンを終えた。前年と同じ2勝止まりで登板数を減らしたものの、防御率は改善された。同年オフには有銘兼久・河田寿司と共にハワイ・ウィンターリーグへ参加した。
2007年はシーズン初登板となった4月19日の対福岡ソフトバンクホークス戦（フルキャストスタジアム宮城）では、先発した牧野塁の負傷退場を受けて緊急登板し勝利投手となった。自身の勝利によりチームは球団初の本拠地同一カード3連勝を達成した。セ・パ交流戦の途中から先発ローテーションに入り、交流戦では3勝を挙げた。同年8月1日の対千葉ロッテマリーンズ戦（千葉マリンスタジアム）ではプロ初完封を達成、スコアは1-0だったため、球団史上初の単独完封勝利となった。この年は援護に恵まれない試合もあり8勝止まりとなったが、4被本塁打は規定投球回到達者の中では最少、防御率もリーグ10位に入る。
2008年も規定投球回に到達。自身の最終戦は敗戦投手になり2桁勝利には届かなかったが、自己最多の9勝をマーク。
2009年、シーズン初登板では小久保裕紀の飛球を鉄平が見失い、その後の適時打に繋がるという不運もあり制球を乱し降板。以降の試合でも制球を乱す試合が続き、先発から中継ぎに配置転換されるが制球は改善されず、ついに二軍に降格となった。イースタン・リーグでは14試合に登板して6勝3敗・防御率2.26（イースタン・リーグ2位）と好成績だった。この年は一軍では13試合に登板したが楽天では初となる未勝利に終わった。
2010年7月8日に離脱した田中将大の代役として一軍登録・即日先発出場したが、4回1/3を4失点で勝敗は付かなかった。その後すぐに登録を抹消され、7月26日に栂野雅史との交換トレードで読売ジャイアンツへ移籍。背番号は68。

### 巨人時代
2010年8月8日の対広島東洋カープ戦（東京ドーム）で移籍後初先発登板し、7回無失点で移籍後初勝利を挙げ、お立ち台では感激の涙を流した。その後も先発投手陣が不調の中で先発ローテーションを守り、4勝1敗・防御率2.01の好成績を残し、巨人の救世主と呼ばれる活躍でチームに貢献した。クライマックスシリーズファーストステージ(対阪神タイガース戦)では第2戦に先発に抜擢されたが初回の2失点で降板(その後チームは逆転勝ち)。ファイナルステージ(対中日ドラゴンズ戦)では第3戦に先発すると勝ち星こそ付かなかったが6回無失点と好投し、チームも朝井が降板後に勝ち越してそのまま勝利した。オフに背番号を「38」に変更。
2011年7月26日に一軍登録されたものの、登板が無いまま3日後に登録抹消され、新人以来の一軍出場無しに終わった。シーズン終了後には後輩の辻内崇伸・小野淳平・笠原将生とともに、プエルトリコのウィンターリーグへ参加している。
2012年は故障の影響もあり一軍昇格すら無いままに終わり、10月2日に球団から戦力外通告を受けた。複数の球団・社会人・海外のチームから興味を示されたものの入団には至らず、結局引退。

### 引退後
東京スポーツの野球評論家として、「おじゃまします。」というコラムを担当。その一方で、地元の大阪で野球塾を開講した。同野球塾では仲澤忠厚と覚前昌也が講師を務めている。
2015年には、日本女子プロ野球・京都フローラの投手コーチを務めた。2016年からは、打撃投手として巨人に復帰。2019年からは巨人の球団職員として広報部で活躍し、2022年からは打撃投手に復帰し、2024年からは一軍サブマネージャーとなる。

## 人物
祖父は熱狂的な近鉄ファンで、よく藤井寺球場・大阪球場・日生球場へ観戦に行った。2001年9月26日に北川博敏が代打逆転サヨナラ満塁本塁打を放ってリーグ優勝を決定させた試合も大阪ドームで観戦していた。さらにサッカーが大好きで、テレビ観戦も頻繁にする。お気に入りのリーグはオランダのエールディビジである。

## 詳細情報

### 年度別投手成績
| 年 度     | 球 団     | 登 板 | 先 発 | 完 投 | 完 封 | 無 四 球 | 勝 利 | 敗 戦 | セ 丨 ブ | ホ 丨 ル ド | 勝 率 | 打 者 | 投 球 回 | 被 安 打 | 被 本 塁 打 | 与 四 球 | 敬 遠 | 与 死 球 | 奪 三 振 | 暴 投 | ボ 丨 ク | 失 点 | 自 責 点 | 防 御 率 | W H I P |
| --------- | --------- | ----- | ----- | ----- | ----- | -------- | ----- | ----- | -------- | ----------- | ----- | ----- | -------- | -------- | ----------- | -------- | ----- | -------- | -------- | ----- | -------- | ----- | -------- | -------- | ------- |
| 2003      | 近鉄      | 2     | 0     | 0     | 0     | 0        | 0     | 0     | 0        | --          | ----  | 8     | 2.0      | 1        | 0           | 2        | 0     | 0        | 2        | 0     | 0        | 0     | 0        | 0.00     | 1.50    |
| 2004      | 近鉄      | 3     | 0     | 0     | 0     | 0        | 0     | 0     | 0        | --          | ----  | 25    | 5.2      | 8        | 1           | 1        | 0     | 0        | 0        | 1     | 1        | 4     | 4        | 6.35     | 1.59    |
| 2005      | 楽天      | 15    | 10    | 1     | 0     | 0        | 2     | 5     | 0        | 0           | .286  | 277   | 60.0     | 71       | 10          | 28       | 0     | 3        | 43       | 5     | 0        | 45    | 40       | 6.00     | 1.65    |
| 2006      | 楽天      | 9     | 9     | 2     | 0     | 0        | 2     | 5     | 0        | 0           | .286  | 233   | 50.1     | 55       | 2           | 30       | 0     | 5        | 42       | 3     | 0        | 25    | 22       | 3.93     | 1.69    |
| 2007      | 楽天      | 31    | 17    | 2     | 1     | 0        | 8     | 8     | 0        | 1           | .500  | 603   | 144.1    | 146      | 4           | 40       | 1     | 6        | 107      | 4     | 0        | 53    | 50       | 3.12     | 1.29    |
| 2008      | 楽天      | 29    | 23    | 1     | 0     | 0        | 9     | 11    | 0        | 1           | .450  | 662   | 148.0    | 165      | 16          | 60       | 3     | 7        | 122      | 6     | 0        | 81    | 72       | 4.38     | 1.52    |
| 2009      | 楽天      | 13    | 3     | 0     | 0     | 0        | 0     | 3     | 0        | 1           | .000  | 140   | 28.2     | 37       | 4           | 17       | 0     | 0        | 25       | 3     | 0        | 23    | 21       | 6.59     | 1.88    |
| 2010      | 楽天      | 1     | 1     | 0     | 0     | 0        | 0     | 0     | 0        | 0           | ----  | 22    | 4.1      | 7        | 0           | 2        | 0     | 0        | 2        | 0     | 0        | 4     | 4        | 8.31     | 2.09    |
| 2010      | 巨人      | 10    | 8     | 0     | 0     | 0        | 4     | 1     | 0        | 1           | .800  | 191   | 49.1     | 39       | 2           | 9        | 0     | 0        | 35       | 2     | 0        | 15    | 11       | 2.01     | 0.97    |
| '10計     | 巨人      | 11    | 9     | 0     | 0     | 0        | 4     | 1     | 0        | 1           | .800  | 213   | 53.2     | 46       | 2           | 11       | 0     | 0        | 37       | 2     | 0        | 19    | 15       | 2.52     | 1.06    |
| 通算：8年 | 通算：8年 | 113   | 71    | 6     | 1     | 0        | 25    | 33    | 0        | 4           | .431  | 2161  | 492.2    | 529      | 39          | 189      | 4     | 21       | 378      | 24    | 1        | 250   | 224      | 4.09     | 1.46    |

### 記録
投手成績
- 初登板：2003年9月24日、対オリックス・ブルーウェーブ27回戦（大阪ドーム）、7回表から3番手で救援登板、1回無失点
- 初奪三振：同上、7回表に前田大輔から
- 初先発・初勝利：2005年5月26日、対中日ドラゴンズ3回戦（ナゴヤドーム）、6回3失点[2][13]
- 初完投勝利：2005年8月31日、対北海道日本ハムファイターズ18回戦（フルキャストスタジアム宮城）、9回1失点
- 初完封勝利：2007年8月1日、対千葉ロッテマリーンズ11回戦（千葉マリンスタジアム）
- 初ホールド：2007年4月26日、対オリックス・バファローズ5回戦（京セラドーム大阪）、8回裏に3番手として救援登板、2/3回無失点

打撃成績
- 初安打・初打点：2006年5月12日、対中日ドラゴンズ1回戦（ナゴヤドーム）、4回表に山本昌から中前適時打

### 背番号
- 36 （2002年 - 2010年途中）
- 68 （2010年途中 - 同年終了）
- 38 （2011年 - 2012年）
- 51 （2015年）
- 209 （2016年 - 2019年）※打撃投手
- 206 （2022年 - 2023年）※打撃投手

### 登場曲
- 『道』GReeeeN（2009年）
- 『JET』清木場俊介（2010年）